# Mortal Kombat II
Mortal Kombat II é um jogo eletrônico de luta de 1993 originalmente produzido pela Midway para os arcades. Mais tarde, foi portado para vários sistemas domésticos, incluindo MS-DOS, Amiga, Game Boy, Game Gear, Sega Genesis, 32X, Sega Saturn, Super Nintendo Entertainment System e PlayStation, principalmente em versões licenciadas desenvolvidas pela Probe Entertainment e Sculptured Software e publicadas pela Acclaim Entertainment (atualmente distribuído pela Warner Bros. Interactive Entertainment). É o segundo título da série de jogos de luta Mortal Kombat sendo uma sequência de Mortal Kombat de 1992.

## Jogabilidade

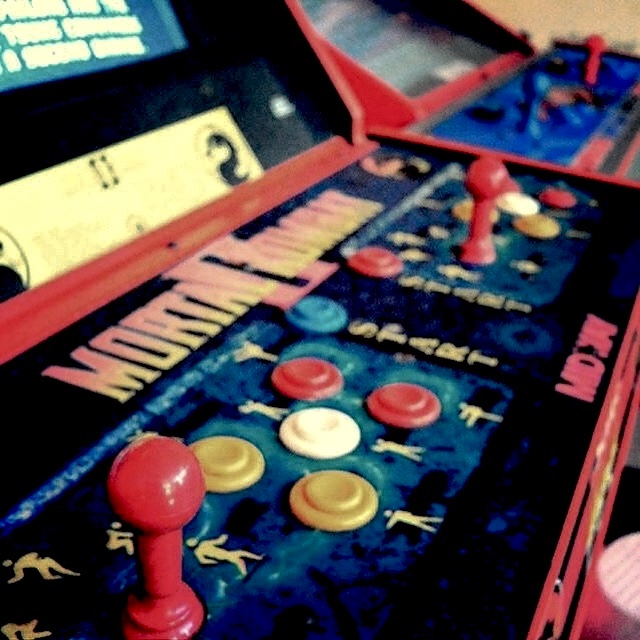
Gabinete de Mortal Kombat II

Essencialmente, Mortal Kombat II é a continuação do primeiro Mortal Kombat, cujo sistema de jogo foi mantido, com certos adicionais. Alguns personagens ganharam movimentos novos, assim como foram introduzidos múltiplos fatalities e outras finalizações. Assim como seu antecessor, cada personagem possuía características próprias, movimentos especiais e finalizações.
Assim como no primeiro jogo da série, as lutas eram divididas em três rounds. O lutador que conseguisse vencer dois rounds teria a possibilidade de executar o oponente usando seu fatality. Foram introduzidas outras finalizações, como os babalities, friendships, e os fatalities do estágio.
Os personagens de Mortal Kombat II tiveram um acabamento melhor. Isso se deve ao fato que, além da digitalização das imagens, foram acrescentadas melhorias feitas a mão, desenhando-se sobre as imagens.  O jogo ficou menos sério que o antecessor, com adição das finalizações divertidas (friendships) em contraponto com os fatalities.

## História
Depois de sua derrota para Liu Kang na ilha onde acontecia o Mortal Kombat e jurando lealdade a Shao Kahn, Shang Tsung teve sua vida poupada. Ele disse ao Imperador que o torneio deveria ocorrer em Outworld, tendo Kahn a vantagem de lutar em seu reino e impedindo as regras impostas pelos deuses Anciãos. Tomado pela ganância da conquista, Shao Kahn aceitou o plano e devolveu a juventude a Tsung.
Sendo assim, o feiticeiro deu início ao Mortal Kombat II, enviando uma mensagem a Raiden e aos guerreiros da Terra para que lutassem em Outworld na desculpa de que, caso ganhassem, Outworld desistiria para sempre da Terra. Na verdade, esse torneio era uma mera distração para o Imperador, pois Shao Kahn já tramava invadir a Terra em busca de Sindel.
Dessa vez, a Terra contava com o campeão Liu Kang, o monge Kung Lao, o astro de cinema Johnny Cage, o Major das Forças Especiais dos Estados Unidos, Jackson "Jax" Briggs e o Deus do trovão Raiden. Enquanto isso, Shao Kahn  preparava suas hordas comandas pelo guerreiro Tarkatan Baraka, seu assassino pessoal Reptile e suas filhas "gêmeas", Kitana e Mileena - além de Shang Tsung e Kintaro, um guerreiro da raça Shokan pertencente à espécie Tigrar, similar a Goro, um humanóide de quatro braços confiado a proteger o trono da arena de Outworld.
Enquanto isso, os ninjas Scorpion e Sub-Zero entram no torneio a fim de vingança entre seus clãs. Os então Hanzo Hazashi (Scorpion) e o irmão mais novo de Bi-Han (Sub-Zero), conhecido apenas como Tundra, se enfrentariam com ódio diante das intenções do Imperador. Mas, este torneio guardava muitos segredos: a verdadeira história de Kitana e Mileena, a protetora Jade e o ninja Smoke - um espião dos Lin Kuei infiltrado no Mortal Kombat.
O jogo spin-off Mortal Kombat: Shaolin Monks lançado em 2005, conta os eventos que levaram à este torneio em Outworld e seu desfecho, mas seu enredo possui algumas alterações.

## Personagens e elenco

### Liu Kang
(Ho Sung Pak)
Um dos personagens principais da série, é o monge Shaolin campeão do Mortal Kombat, que livrou o primeiro torneio das garras do feiticeiro Shang Tsung. Mais tarde, ele descobre que sua casa sagrada foi destruída e muito de seus amigos Shaolin foram mortos por guerreiros de Outworld. Ele viaja para o reino de Shao Kahn procurando vingar seus companheiros.

### Kung Lao
(Anthony Marquez)
Ele é o último descendente do Grande Kung Lao, que foi derrotado por Goro há 500 anos. Percebendo o perigo da ameaça de Outworld, ele se junta a Liu Kang para entrar no torneio de Shao Kahn.

### Kitana
(Katalin Zamiar)
Assassina pessoal de Shao Kahn e também sua filha adotiva. Sua beleza esconde seu verdadeiro papel de assassina pessoal para Shao Kahn. Seus motivos ficaram sob suspeita por sua "irmã gêmea", Mileena. Mas apenas Kitana conhece suas verdadeiras intenções. Mais tarde ela passa a ajudar os guerreiros da Terra após descobrir a verdade sobre sua origem.

### Shang Tsung
(Dr. Phillip Ahn, M.D.)
O feiticeiro maligno que convence Shao Kahn a poupar sua vida depois de perder o último torneio. Depois de perder o controle do primeiro Mortal Kombat, Tsung promete ao seu governante Shao Kahn a moldar os eventos que atrairão os guerreiros da Terra para competir em seu próprio reino. Convencido deste plano, Shao Kahn restaura a juventude de Tsung e permite que ele viva.

### Johnny Cage
(Daniel Pesina)
Ator de Hollywood. O mundo ficou chocado quando a estrela de cinema de artes marciais Johnny Cage desapareceu do set de seu mais recente filme. Mas na verdade, ele estava seguindo seu aliado Liu Kang para Outworld, onde ele planeja terminar em um torneio em que o equilíbrio da existência da Terra seja definido, bem como escrever um roteiro para outro filme, blockbuster.

### Jax Briggs
(John Parrish)
Major Jackson Briggs, líder de uma das principais unidades das Forças Especiais dos EUA. Depois de receber um sinal de socorro da tenente Sonya Blade, Jax embarca em uma missão de resgate. Ele embarca para o mundo medonho de Outworld onde ele acredita que Sonya ainda esteja viva.

### Baraka
(Richard Divizio)
Líder dos tarkatans, segue ordens do imperador Shao Kahn contra as forças do bem. Baraka liderou o ataque contra o templo Shaolin de Liu Kang. Ele pertence a uma raça nômade de mutantes que vivem nos desertos de Outworld. Suas habilidades de luta e as temidas lâminas em seus braços ganharam a atenção de Shao Kahn, que então o recrutou para o seu exército de destruição.

### Mileena
(Katalin Zamiar)
Clone de Kitana e assassina pessoal de Shao Kahn. Junto com sua "irmã gêmea" Kitana, a aparência deslumbrante de Mileena esconde suas intenções hediondas e seu rosto mutante. Ela foi resultado de um experimento feito por Shang Tsung onde foram reunidos o sangue de Kitana com um sangue de Tarkatan. A pedido de Shao Kahn, ela é solicitada a ficar atenta à suspeita de dissensão de sua "irmã gêmea" e deve acabar com isso a qualquer custo.

### Reptile
(Daniel Pesina)
Guarda-costas de Shang Tsung. Reptile participou do primeiro  Mortal Kombat, mas como personagem secreto. Como o protetor pessoal de Shang Tsung, o indescritível Reptile se esconde nas sombras, parando todos aqueles que fariam mal a seu mestre. Acredita-se que a sua forma humana disfarça uma horripilante criatura réptil, cuja raça foi considerada extinta há milhões de anos.

### Sub-Zero
(Daniel Pesina)
Também conhecido como Tundra. É o irmão mais novo de Bi-Han, o primeiro Sub-Zero, que foi morto no primeiro torneio nas mãos de Scorpion. Tundra, assim como seu irmão, é um Lin Kuei Cryomancer capaz de manipular o gelo. Usa as mesmas vestimentas e o nome "Sub-Zero" para honrar a memória de seu irmão. Tundra veio para descobrir o assassino que matou seu irmão e acaba juntando-se ao guerreiros da Terra. Acredita-se que ele viajou para Outworld na tentativa de assassinar Shang Tsung, da qual ele inicialmente acreditava ser o assassino de seu irmão.

### Scorpion
(Daniel Pesina)
Retornou com ira das profundezas do submundo, pois ouviu falar que o assassino de sua família e clã, Bi-Han, o antigo Sub-Zero, ainda estava vivo. O espectro renascido no inferno novamente persegue o seu suposto inimigo, seguindo-o para o reino de Outworld, onde ele continua sua própria missão profana.

### Raiden
(Carlos Pesina)
Retornou para dar um fim aos planos de Shao Kahn. Assistindo os eventos se desenrolando do alto nos céus, o deus do trovão percebe as intenções maléficas de Shao Kahn. Depois de avisar os membros remanescentes do torneio, Raiden logo desaparece. Acredita-se que ele tenha se aventurado em Outworld sozinho.

### Shao Kahn
(Brian Glynn, dublado por Steve Ritchie)
O principal antagonista do game. É o atual imperador de Outworld com a ganância maléfica de conquistar o mundo, em especial o Plano Terreno.
Obs: É o chefe do jogo.

### Kintaro
(stop-motion)
Guerreiro Shokan da espécie Tigrar, general dos exércitos de Shao Kahn e sucessor de Goro. Tem a missão de proteger o trono de Shao Kahn em sua arena de combate.
Obs: É o sub-chefe do jogo.

### Jade
(Katalin Zamiar)
Assassina de Outworld e amiga de infância de Kitana.
Obs: Personagem secreta

### Smoke
(Daniel Pesina)
Amigo de Tundra (Sub-Zero) e membro do clã Lin Kuei.
Obs: Personagem secreto

### Noob Saibot
(Daniel Pesina)
(Bi-Han), o antigo Sub-Zero morto por Scorpion. É renascido como um guerreiro sombrio de Netherrealm (submundo) e se torna guarda-costas do feiticeiro Quan Chi. Ele também faz parte de um grupo de guerreiros demoníacos conhecidos como Irmandade das Sombras (Brotherhood of Shadows). 
Obs: Personagem secreto

## Arenas
Há no total 11 arenas diferentes:
- The Dead Pool – Realizando um fatality de estágio, quando o oponente é derrotado nesta arena, ele pode ser atirado na piscina de ácido onde apenas emerge os ossos da vítima.
- Kombat Tomb – Realizando um fatality de estágio, quando o oponente é derrotado nesta arena ele pode ser atirado contra uma cama de espinhos no teto.
- Wastelands
- Living Forest - Algumas vezes é possível ver Smoke e Jade atrás das árvores vivas.
- The Armory
- The Pit II – Realizando um fatality de estágio, quando o oponente é derrotado nesta arena, ele pode ser jogado ao fundo do precipício.
- The Portal
- Kahn's Arena
- Goro's Lair – Essa é uma arena secreta que só poderá ser vista se o jogador lutar contra um dos personagens secretos.
- The Blue Portal - Essa é a arena secreta da versão para Sega Mega Drive, onde você luta contra um dos personagens secretos.

## Áudio
Mortal Kombat II foi o primeiro jogo de arcade (assim como o título Mortal Kombat) a usar o sistema de som da Williams DCS. Todos os jogos depois dele usavam a mesma placa de som a não ser o primeiro Mortal Kombat que usava uma inferior da  Yamaha.
A trilha sonora de Mortal Kombat II, que continha músicas de Mortal Kombat II e Mortal Kombat, foi lançada em julho de 1994.

## Plataformas caseiras
Desde 1994, vários portes oficiais e versões emuladas de Mortal Kombat II foram lançadas para uma ampla variedade de sistemas domésticos, incluindo 8 bits (Game Boy, Master System e Game Gear), 16 bits (Super Nintendo Entertainment System (SNES) e Sega Genesis/Mega Drive) e consoles de 32 bits (32X, PlayStation e Sega Saturn), computadores Amiga e MS-DOS. As versões para Game Boy, Game Gear, SNES e Genesis foram lançadas simultaneamente em 13 de setembro de 1994. A versão para PlayStation foi lançada apenas no Japão, renomeada como Mortal Kombat II: Kyūkyoku Shinken; este nome também foi usado para o lançamento japonês do porte Sega 32X.